# Wörgl-Kufstein
Wörgl-Kufstein ist eine Katastralgemeinde und ehemalige selbstständige Gemeinde in Tirol und ist seit 1911 Teil der Stadtgemeinde Wörgl.

## Geographie
Wörgl-Kufstein befindet sich im Nordtiroler Unterland. Die ehemalige Gemeinde war mit dem heutigen Wörgler Gemeindegebiet östlich vom Wörgler Bach ident. Westlich des Wörgler Baches erstreckt sich die ehemalige Gemeinde und heutige Katastralgemeinde Wörgl-Rattenberg.
Wörgl-Kufstein besteht aus den Stadtteilen:
- Mayrhofen
- Söcking
- Wörgler Boden

In der Katastralgemeinde befinden sich zudem u. a. die Siedlungen:
Bodensiedlung, Egerndorf, Einöden, Friedensiedlung, Haus, Mühlstatt, Pinnersdorf und Winkl

## Geschichte
1416 wurde Wörgl administrativ in zwei Landgerichte aufgeteilt, wobei die Wörgler Ortschaften rechtsseitig (Ostseite) des Wörgler Baches an Kufstein fielen.
1815 wurde Wörgl-Kufstein zu einer eigenständigen politischen Gemeinde erklärt.
Der Anschluss als unselbstständige Fraktion der Nachbargemeinde Kirchbichl erfolgte 1854, bevor 1864 erneut Wörgl-Kufstein zu einer selbstständigen Gemeinde erhoben wurde.
Am 23. Juni 1910 stimmte der Wörgl-Kufsteiner Gemeinderat einer Dorfvereinigung mit Wörgl-Rattenberg zu, welche am 31. Dezember 1910 erfolgte. Die Erhebung des somit neu entstandenen Ortes Wörgl zum Markt durch Kaiser Franz Joseph I. wurde am 28. März 1911 vollzogen.

## Politik
Die Wahlen (oder Bestätigungen) sogenannter Dorfvorsteher wurden alljährlich am 11. November abgehalten. Da kein fixes Gemeindeamt existierte, wechselten die Gemeindeversammlungen zwischen den drei Gasthöfen Alte Post, Neue Post und dem Gasthof zum Weißen Lamm im Wörgler Dorfzentrum.

### Dorfvorsteher von Wörgl-Kufstein

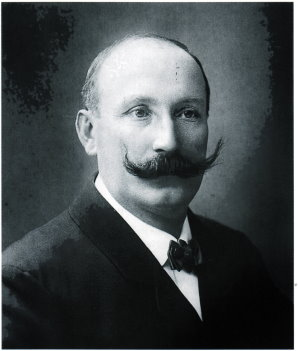
Josef Steinbacher war letzter Vorsteher der Gemeinde Wörgl-Kufstein (1905–1911) und erster Bürgermeister der Marktgemeinde Wörgl (1911–1912)

| Name                 | Amtszeit  |
| -------------------- | --------- |
| Lorenz Sillaber      | 1800–1803 |
| Andrä Esterhammer    | 1829–1832 |
| Josef Mörbiger       | 1832–1833 |
| Peter Ager           | 1833–1834 |
| Josef Mörbiger       | 1834–1840 |
| Andrä Spitzenstätter | 1840–1846 |
| Johann Strasser      | 1846–1849 |
| Lukas Astner         | 1850–1853 |
| Georg Waldl          | 1854–1855 |
| Josef Esterhammer    | 1855–1858 |
| Johann Stöckl        | 1858–1860 |
| Johann Hetzenauer    | 1861–1864 |
| Josef Payr           | 1865–1868 |
| Georg Mauracher      | 1869–1871 |
| Josef Seisl          | 1872–1875 |
| Josef Auer           | 1875–1877 |
| Andrä Spitzenstätter | 1878–1881 |
| Georg Waldl          | 1881–1884 |
| Georg Ager           | 1884–1893 |
| Josef Esterhammer    | 1893–1896 |
| Johann Mayr          | 1897–1905 |
| Josef Steinbacher    | 1905–1911 |